# Ufa-Palast am Zoo
El Ufa-Palast am Zoo en el Auguste-Viktoria-Platz, ahora Breitscheidplatz, en Charlottenburg, fue un importante cine de Berlín propiedad de Universum Film AG (UFA), en Alemania. Inaugurado en 1919 y ampliado en 1925, fue el cine más grande de Alemania hasta 1929 y fue uno de los principales lugares de estrenos de cine en el país. Fue destruido en 1943 durante la Segunda Guerra Mundial y sustituido en 1957 por el Zoo Palast. El edificio de estilo románico en Hardenbergstraße 29 fue diseñado como un espacio de exposición de Carl Gause, uno de los arquitectos del Hotel Adlon, y fue llamado la Ausstellungshallen am Zoologischen Garten por el zoológico de Berlín adyacente. En 1912, Arthur Biberfeld convirtió la sección occidental en un teatro. 
En 1919, el arquitecto Max Bischoff reconstruyó para Ufa el espacio como un cine de 1.740 plazas, que se inauguró el 18 de septiembre de 1919 con el estreno de la obra de Ernst Lubitsch, "Madame Dubarry". El edificio fue destruido por los bombardeos enemigos el 23 de noviembre de 1943.